# Cinzia Zehnder
Cinzia Vittoria Zehnder (Zúrich, Suiza, 4 de agosto de 1997) es una futbolista suiza que juega en la posición de centrocampista.

## Clubes
| Club        | País     | Año       |
| ----------- | -------- | --------- |
| FC Wil      | Suiza    | 2005-2011 |
| FC Zürich   | Suiza    | 2012-2015 |
| SC Friburgo | Alemania | 2015-2017 |
| FC Zürich   | Suiza    | 2017-     |